# Бёме, Гельмут
Гельмут Бёме — немецкий политик (НСДАП) и лидер штурмовых отрядов.

## Биография
Бёме посещал школу для мальчиков во Фрайберге. Окончив её, он освоил профессию книжного переплётчика и в 1926 году успешно сдал экзамен. С 1919 года состоял в различных народных и национал-социалистических организациях, например, в Национальном союзе молодёжи. В 1923 году вступил в НСДАП (партбилет № 8138). За участие в Пивном путче был арестован и приговорён к трём месяцам тюрьмы.
В 1923—1929 г. г. Бёме являлся членом штурмовых отрядов. В октябре 1929 года он был повышен до звания крейсляйтера (районного руководителя НСДАП) своего родного города Фрайберга. В 1930—1934 г. г. работал в городском совете. С 1933 года — член муниципального парламента Саксонии. В ноябре 1933 года Бёме был избран в рейхстаг депутатом от НСДАП в избирательном округе № 28 (Дрезден-Баутцен). Жил во Фрайберге на Frauensteiner Straße, дом № 16.
В октябре 1937 года Бёме был избран крейсляйтером Мейсена. В 1942 году его повысили до звания штандартенфюрера.
27 апреля 1945 года крейсляйтер Бёме приговорил суперинтенданта Мейсена, руководителя евангелистско-лютерианской церкви, к смертной казни через расстрел или повешение за то, что тот восстал против руководства комендатуры города и предложил отказаться от обороны с целью недопущения разрушения кафедрального собора и местного замка. Дальнейшие события разнятся. По одним данным, суперинтендант был предан суду и казнён 2 мая 1945 года. По другим он был освобождён 6-7 мая 1945 года наступающими частями Красной Армии.
Ввиду скорого захвата Мейсена советскими частями Гельмут Бёме покончил с собой около 10 часов в своём служебном кабинете.